# Boguchwała
Boguchwała é um município da Polônia, na voivodia da Subcarpácia e no condado de Rzeszów. Estende-se por uma área de 9,11 km², com 6 096 habitantes, segundo os censos de 2017, com uma densidade de 661,9 hab/km².

## História[3]
Boguchwała foi fundada no século XIV. Por ser propriedade de Mikołaj Piotraszewski, até ao século XVIII foi chamada de Pietraszowka. Em 1561 pertencia à família Ligęzów. Em junho de 1624 os tártaros queimaram uma parte de Pietraszówka.
Em 1650 tornou-se propriedade da família Ustrzyckich e em 1724 Pietraszówka e os latifúndios vizinhos passaram para as mãos de Teodor Konstanty Lubomirski. Em 1728, graças ao esforço de Lubomirski, Pietraszówka recebeu o estatuto da cidade, que foi concedido pelo rei Augusto II da Saxônia, e neste ano mudou o seu nome para Boguchwała. Nos anos 1728-1772 manteve o estatuto da cidade, que depois perdeu e recuperado só no dia 1 de Janeiro de 2008.
No século XVIII, o general Józef Lubomirski (1751-1817) o governador de Romanów e o castelão de Kiev, fundou o conjunto de igrejas e o palácio com terraços panorâmicos dos quais algumas partes são preservadas até hoje. Em 1763 o general Paweł Starzyński tornou-se o novo proprietário de Boguchwała.
Zenon Suszycki, revolucionário da Revolta de Janeiro fundou o Departamento Científico da Economia. Comprou esta propriedade para renová-lo e depois entregá-la a uma fundação para a Nação da Polónia. Esta intenção foi cumprida após a sua morte em 1 de Maio de 1926, quando a viúva do falecido - Wanda Suszycka, na Câmara Municipal de Lviv assinou o ato apropriado de fundação. 

## Personalidades
- Ferdynand Tkaczow - ativista do movimento camponês polaco, líder da União de Esquerda dos Camponeses Auto-Ajuda, deputado do Parlamento da Polónia.
- Jan Tkaczow - oficial das Legiões Polacas, ativista do movimento camponês e operário, lutou na Guerra Civil Espanhola nas fileiras das Brigadas Internacionais. Morreu em 1938 na Estremadura.
- Stanisław Tkaczow - agrónomo, político, ministro da silvicultura no Governo Provisório de Unidade Nacional.
- Stanisław Żytkiewicz - capelão militar, soldado das Legiões Polacas.

## Vale a pena ver
- Palácio dos Lubomirski
- Antiga igreja paroquial de Santo Estanislau (sec. XVIII)
- Monumento ao 500º aniversário da Batalha de Grunwald

## Desporto
Clube de futebol Izolator Boguchwała. Fundado em 1944. Na época 2015/2016 disputa a III liga.